# اجرای زنده در کانادا ۲۰۰۵: راز تاریک
| بررسی انتقادی | بررسی انتقادی |
| منبع          | رتبه‌بندی      |
| ------------- | ------------- |
| آل میوزیک     | [ ۳ ]         |

اجرای زنده در کانادا ۲۰۰۵: راز تاریک (به انگلیسی: Live in Canada 2005: The Dark Secret) آلبومی زنده از گروه سمفونیک پاور متال ایتالیایی راپسودی (آو فایر) است که در تاریخ ۱۴ ژوئن ۲۰۰۵ در جریان کنسرت این گروه در «متروپولیس» در مونترالِ کانادا ضبط و در تاریخ ۲۳ ژانویهٔ ۲۰۰۶ عرضه شد.

## فهرست آهنگ‌ها
این آلبوم دارای ۱۱ ترک به شرح زیر است:
| شماره | نام                               | مدت   |
| ----- | --------------------------------- | ----- |
| ۱.    | «The Dark Secret»                 | ۳:۰۶  |
| ۲.    | «Unholy Warcry»                   | ۵:۳۱  |
| ۳.    | «Wisdom of the Kings»             | ۴:۲۰  |
| ۴.    | «The Village of Dwarves»          | ۳:۵۸  |
| ۵.    | «Erian's Mystical Rhymes»         | ۱۳:۱۲ |
| ۶.    | «Dawn of Victory»                 | ۶:۱۷  |
| ۷.    | «Lamento Eroico»                  | ۴:۴۵  |
| ۸.    | «Nightfall on the Grey Mountains» | ۴:۴۰  |
| ۹.    | «The March of the Swordmaster»    | ۵:۰۷  |
| ۱۰.   | «Emerald Sword»                   | ۶:۰۶  |
| ۱۱.   | «Gran Finale»                     | ۳:۰۲  |

## فهرست اعضا
- فابیو لیونه: خواننده
- آلکس استاروپولی: کیبورد
- آلکس هولتزوارت: درام
- لوکا توریلی: گیتار
- دومینیک لورکین: گیتار
- پاتریس گر: گیتار بیس